# Martin Ødegaard
Martin Ødegaard, norveški nogometaš, * 17. december 1998, Drammen.

## Življenjepis
Martin se je rodil v mestu Drammen, ki leži 40 km jugozahodno od Osla. Z nogometom se je začel ukvarjati že pri 5 letih. Igra na položaju ofenzivnega vezista a se znajde tudi v napadu. Njegov prvi profesionalni klub je bil norveški prvoligaš Strømsgodset, trenutno pa je član španskega Real Madrida B, ki igra v 2 Španski ligi. V ta sloviti klub je prestopil 21. januarja 2015 Za Norveško člansko reprezentanco je debitiral 27.avgusta 2014 na prijateljski tekmi v norveškem mestu Stavanger proti Združenim Arabskim Emiratom.Postal pa je tudi najmlajši igralec, ki je začel kako kvalifikacijsko tekmo za veliko tekmovanje. Namreč v soboto, 28 marca 2015 je Norveška izbrana vrsta gostovala na Stadionu Maksimir v Zagrebu in igrala proti Hrvaški.